# Pneumatopteris deficiens
Pneumatopteris deficiens är en kärrbräkenväxtart som beskrevs av Holtt. Pneumatopteris deficiens ingår i släktet Pneumatopteris och familjen Thelypteridaceae. Inga underarter finns listade.